# Adrián Guerrero
Adrián Guerrero Aguilar (* 28. Januar 1998 in Blanes) ist ein spanischer Fußballspieler.

## Karriere
Guerrero begann seine Laufbahn bei der UE Vilassar de Mar, bevor er in die Jugend des FC Barcelona wechselte. Zur Saison 2017/18 schloss er sich dem Zweitligisten CF Reus Deportiu an, bei dem er anfangs für die zweite Mannschaft spielte. Zur folgenden Spielzeit 2018/19 wurde er in den Kader der ersten Mannschaft befördert. Am 19. August 2018, dem 1. Spieltag, gab er beim 0:2 gegen die UD Las Palmas sein Debüt für die Profis in der zweitklassigen Segunda División, als er in der 73. Minute für Àlex Carbonell eingewechselt wurde. Bis Anfang 2019 absolvierte er sieben Ligapartien und ein Spiel in der 2. Runde der Copa del Rey; der CF Reus schied schlussendlich in der 3. Runde gegen den Ligakonkurrenten UD Almería aus. Im Januar 2019 wurde der Verein vom Spielbetrieb ausgeschlossen und musste zwangsabsteigen. Daraufhin wechselte Guerrero zum Erstligisten FC Valencia, bei dem er zuerst für die zweite Mannschaft in der drittklassigen Segunda División B zum Einsatz kam und zum Stammspieler avancierte. Am 4. Juli 2020, dem 34. Spieltag der Saison 2019/20, debütierte er beim 2:2 gegen den FC Granada für die erste Mannschaft in der Primera División, als er zur zweiten Halbzeit für Jaume Costa in die Partie kam. Bis Saisonende bestritt er zwei Spiele in der höchsten spanischen Spielklasse. Zur Saison 2020/21 wurde er an den Schweizer Erstligisten FC Lugano verliehen. Am 19. September 2020, dem 1. Spieltag, gab er beim 2:1 gegen den FC Luzern sein Debüt in der Super League, als er in der Startelf stand. Bis zum Ende der Saison spielte er 28-mal in der höchsten Schweizer Liga und einmal in der 2. Runde des Schweizer Cup. Lugano schied schlussendlich im Viertelfinale gegen den FC Luzern aus.
Nach Leihende unterschrieb er zur Spielzeit 2021/22 einen Vertrag bis Sommer 2024 beim FC Zürich. In seiner ersten Saison für den FC Zürich wurde er Schweizer Meister. Im Sommer 2024 wechselte er zu CD Teneriffa.